# Sven Lindman (professor)
Sven Olof Gustav Lindman, född 19 augusti 1910 i Helsingfors, död 13 mars 1983 i Åbo, finlandssvensk professor. Han var far till Kerstin Lindman-Strafford.

## Biografi
Lindman doktorerade 1937 på en avhandling med titeln Studier över parlamentarismens tillämpning i Finland 1919-1926: med särskild hänsyn till regeringsbildningens problem. Han blev docent vid Åbo Akademi samma år och tf professor år 1938. Fyra år senare, 1942, tillträdde han professuren i allmän statslära och kommunallära (statsvetenskap) vid Åbo Akademi, en professur han innehade fram till 1973, då han efterträddes av Dag Anckar. Han var prorektor för ÅA 1948-54, rektor 1957-62 och dess kansler 1978-81. Han har haft stor betydelse för statsvetenskapens utveckling såväl vid Åbo Akademi som i hela Finland. Statsvetarnas hus vid Åbo Akademi heter numera Hus Lindman.